# Мерлин (музичка група)
Мерлин је био југословенски поп рок бенд основан у Сарајеву 1985.
Основан од стране вокала и текстописца Едина "Дина" Дервишхалидовића, Мерлин је постигао популарност својим деби албумом Кокузна времена из 1985. и звуком под утицајем Бијелог дугмета. Са својим другим студијским албумом Тешко мени са тобом, објављеним 1986., бенд се етаблирао као представник сарајевског покрета Нови Партизани. Бенд је објавио још три студијска албума са поп рок звуком под утицајем фолка, са неколико хит песама. Група се распала са избијањем рата у БиХ, а Дервишхалидовић је своју каријеру наставио као веома успешан певач под уметничким именом Дино Мерлин.

## Историја

### 1985–1992.
Почетком 80-их Един Дервишхалидовић је био амбициозни млади музичар који је радио у фабрици Уљаник. 1985. основао је бенд Мерлин. У оригиналној постави бенда су били Амир "Тула" Бјелановић (гитара), Мили Милишић (бас гитара), Џафер Сарачевић (бубњеви) и Менсур Луткица (клавијатуре). Током наредних година, Мерлин ће доживети бројне промене у постави, а Дервишхалидовић и Бјелановић остају главни чланови бенда.
1985. Мерлин објављује свој деби албум Кокузна времена. Албум је продуцирао Брано Ликић, који ће са бендом радити и на њиховим будућим издањима. Југословенски музички критичари генерално нису волели албум, описујући Мерлина као бледу копију Бијелог дугмета. Међутим, захваљујући песмама под утицајем Бијелог дугмета попут „У канџама јастреба“, „Јутро у Сплиту “ и „Љубав није парадајз“, албум је продат у 60.000 примерака, што је изненадило југословенску музику.
1986. бенд је објавио албум Тешко мени са тобом. Са албумом, бенд се придружио покрету Нови Партизани, који карактеришу текстови и слике које су снажно инспирисане југословенским партизанима и идеалима југословенства. На албуму су гостовали Горан Бреговић и Младен Војичић "Тифа" . На насловној страни албума налазила се стилизована фотографија Мерилин Монро и натпис Тешко мени са тобом... , а на задњој корици налазила се стилизована фотографија борца из Другог светског рата Миље Марин, коју је током зиме 1943-44 направио фотограф Жорж Скригин, и натпис ... а још теже без тебе . Плоча је донела песму братства и јединства „Цијела Југославија једна авлија“ и баладу „Успаванка за Горана Б., у вези са Гораном Бреговићем и албумом Успаванка за Радмилу М. Песма „Нек падају ћускије” постала је велики хит за бенд, са растућом популарношћу што им је привукло све већу пажњу медија.
1987. бенд је објавио свој трећи албум, назван једноставно Мерлин. Напуштајући концепт Нев Партизанс, бенд је снимио комерцијално мање успешан албум, а песме „Лело”, „Божић је” и „Нико као ја” постале су само мањи хитови. Песма „Кад ти дођем несрећо“ навела је цитат из старог хита „Шта ће ми живот“ фолк певачице Силване Арменулић. Дервишхалидовић је у то време написао низ успешних песама за фолк певачицу Весну Змијанац, међу којима је и дует „Кад замиришу јорговани” који су њих двојица снимили.
Са својим следећим студијским албумом из 1989. Нешто лијепо треба да се деси, бенд је наставио да прати трендове на југословенској поп сцени, окрећући се више фолк звуку. Песма „Мјесечина“, која је постала велики хит, била је обрада песме UB40 из 1988. „Where Did I Go Wrong“. На албуму је била и нова верзија "Кад замиришу јорговани". Фолк оријентисане нумере „Босном бехар пробехарао“ и „Је л’ Сарајево гдје је некад било“ постале су велики хитови и дале Дервишхалидовићу понуде да пише песме за популарне југословенске извођаче као што су Лепа Брена, Здравко Варолић, Здравко Варолић и други.
1990. група је објавила свој последњи студијски албум под називом Пета страна свијета. Албум је донео хитове „Хармоника”, „Са твојих усана” и „Шта ти значим ја”. Непосредно пре избијања Југословенских ратова 1991., бенд је објавио компилацијски албум Хитови. У лето 1991. Дервишхалидовић се појављује на концерту Јутел за мир, изводећи обраду песме групе Queen„ We Will Rock You“ под називом „Љубав нема граница“. Избијањем рата Мерлин је прекинуо њихову активност.

### После распада
Током рата у Босни, Дервишхалидовић је снимио неколико патриотских песама, међу којима је и „ Једна си једина“, која се до 1998. користила као химна Босне и Херцеговине. Представљао је Босну и Херцеговину на Песми Евровизије 1993. са песмом "Сва бол свијета". 1994. објавио је компилацију Мерлинових балада под називом Баладе 1984 - 1994, посветивши је бас гитаристи бенда Александру Аћимовићу, клавијатуристи Мустафи Нураку и менаџеру Кемалу Бисићу, који су сви изгубили животе у рату. 1994. објавио је свој први соло албум Моја богда сна, чиме је започео каријеру једног од најпопуларнијих и комерцијално најуспешнијих поп певача на простору бивше Југославије.
Након распада Мерлина, Бјелановић је каријеру наставио као музичар, сарађујући са низом извођача, међу којима су најистакнутији певачи Младен Војичић „Тифа” и Златан Фазлић. 1999. издаје соло албум Панцирна душа на којем се налазе инструментали које су он и Дамир Арсланагић компоновали и снимљене током рата у БиХ. Албум је укључивао инструменталну обраду старе севдалинке "Мехмеда мајка будила". Бјелановић је преминуо 11. септембра 2019.

## Дискографија

### Студијски албуми
- Кокузна времена (1985)
- Тешко мени са тобом (а још теже без тебе) (1986)
- Мерлин (1987)
- Нешто лијепо треба да се деси (1989)
- Пета страна свијета (1990)

### Компилације
- Хитови (1991)
- Најљепше пјесме 1984 - 1994 (1994)
- Баладе 1984 - 1994 (1994)
- The Rest of the Best 1984 - 1997 (1997)